# Olga Żebruń

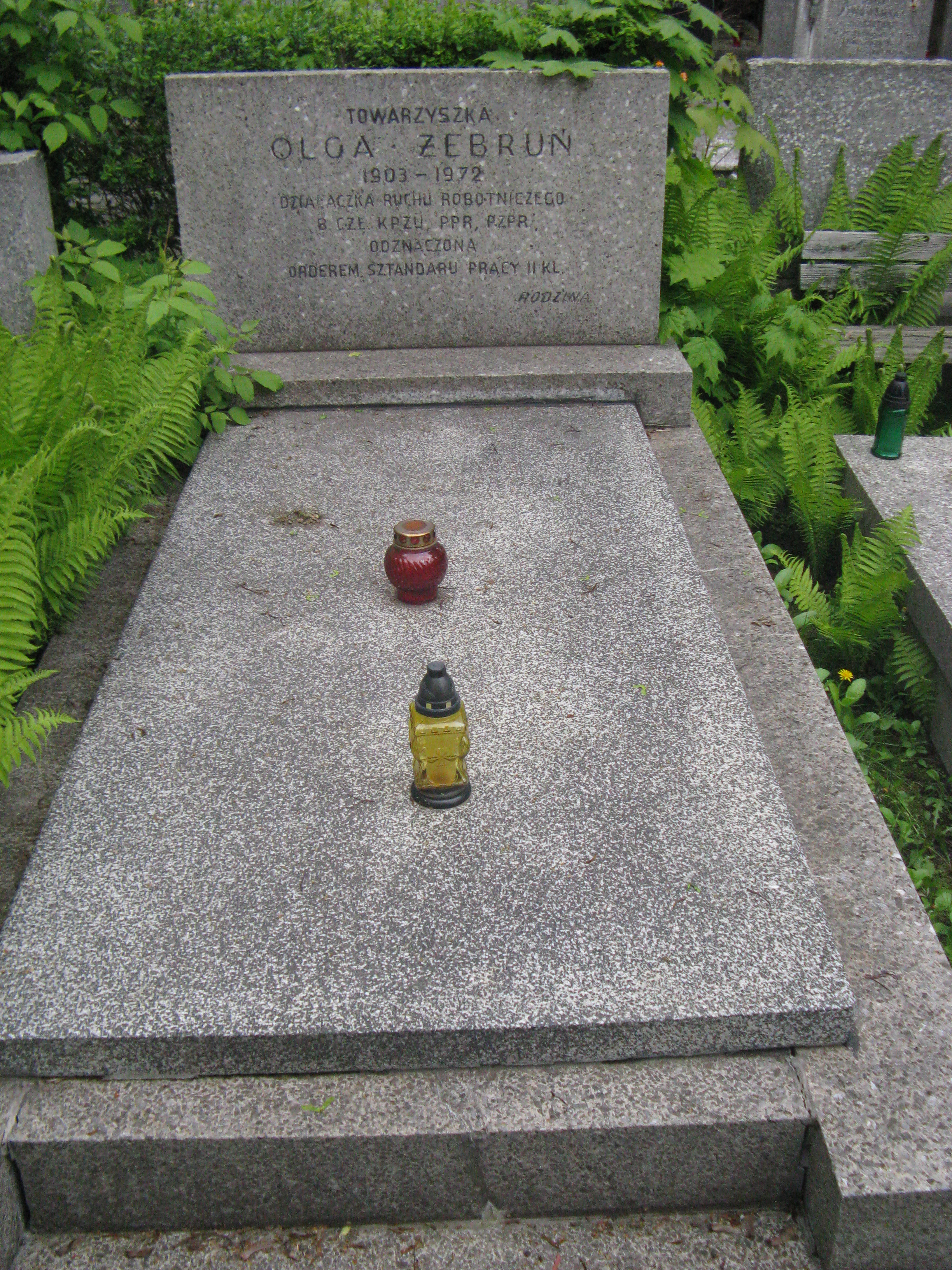
Grób Olgi Żebruń na Cmentarzu Wojskowym na Powązkach

Olga Żebruń lub Olga Żebrun ps. „Marusia”, „Nadia”, „Paulinka” (ur. 12 września 1903 w Tomaszowie Lubelskim, zm. 30 sierpnia 1972) – działaczka komunistyczna, posłanka na Sejm PRL.
Córka Wasyla, funkcjonariusza straży granicznej Imperium Rosyjskiego w Tomaszowie Lubelskim. Narodowości ukraińskiej. Od 1924 działała w MOPR, od 1928 w Komunistycznej Partii Zachodniej Ukrainy (KPZU). W 1932 została sekretarzem powiatowym oraz członkiem komitetu i egzekutywy Komitetu Obwodowego KPZU w Chełmie. W latach 1932–1933 była zastępcą sekretarza Komitetu Obwodowego KPZU w Stanisławowie, następnie 1933–1934 słuchaczką Szkoły Partyjnej w Charkowie, a po jej ukończeniu była w latach 1934–1936 słuchaczką Międzynarodowej Szkoły Leninowskiej w Moskwie. 1936–1937 pracowała jako pomocnica w Pracowni Krawieckiej w Warszawie. W latach 1937–1939 więziona za działalność komunistyczną.
Po agresji ZSRR na Polskę i okupacji Tomaszowa Lubelskie przez Armię Czerwoną 25 września 1939 należała do Tymczasowego Komitetu Rewolucyjnego w Tomaszowie Lubelskim utworzonego przez jej brata Aleksandra. 17 października 1939 Armia Czerwona wycofała się z Tomaszowa Lubelskiego poza ustaloną 28 września 1939 w niemiecko-sowieckim traktacie o granicach i przyjaźni linię demarkacyjną. Wraz z nią na teren okupacji sowieckiej ewakuowali się działacze Rewkomu. Obok Olgi Żebruń byli to m.in. Adam Humer, Aleksander Żebruń, Włodzimierz Muś i Walerian Ciechaniewicz. Do wybuchu wojny niemiecko-sowieckiej 21 czerwca 1941 kierowała kancelarią naczelnika stacji kolejowej w Rawie Ruskiej. W październiku 1944 została sekretarzem powiatowym PPR w Tomaszowie Lubelskim, a 1945–1947 była sekretarzem powiatowym PPR w Białej Podlaskiej i członkiem Wojewódzkiej Komisji Kontroli Partyjnej (WKKP) w Lublinie. W 1947 była krótko kierownikiem Wydziału Personalnego KW PPR w Lublinie, a 1947–1949 przewodniczącą WKKP KW PPR/PZPR w Lublinie. 1950–1953 sekretarz ekonomiczny KW PZPR w Lublinie, a od 1954 do 1959 członek Centralnej Komisji Kontroli Partyjnej (CKKP) KC PZPR.
W latach 1952–1956 była posłanką na Sejm PRL. Pochowana na cmentarzu Powązki Wojskowe w Warszawie (kwatera B33-3-6).
Siostra Aleksandra Żebrunia.